# 갈영
갈영(葛荣, ? ~ 528년 9월)은 중국 남북조시대 북위의 군벌이다. 반란을 일으켜 제(齊)의 황제를 자칭했으나, 이주영에게 패해 참수되었다. 본성은 하갈(賀葛), 북방 6진의 옥야진(沃野镇) 출신이다.

## 생애
본래 회삭진(懷朔鎭)의 진장(鎭將)이였으나 육진의 난이 실패로 끝난 이후 선우수례에게 의탁하였다. 526년 선우수례가 원홍업(元洪業)에게 살해당하자 그를 죽이고 남은 세력을 이끌었다. 동년 9월 지금의 하북(河北) 여현(蠡縣) 전투에서 원융(元融)을 살해하고 천자를 참칭함과 동시에 국호를 제(齊)라고 하였으며 우문낙생(宇文洛生)을 어양왕(漁陽王)에 봉하였다.
이후 북위군의 최고통수권자인 원침(元琛)을 죽이고 하북의 여러 주, 현을 차지하여 수십만의 군대를 이끌었다. 그러나 갈영은 한족을 하대하였고 지주를 끌여들인 후, 두락주를 살해하여 갈제군의 분열을 초래했다. 이후에도 갈영은 북위의 창주(滄州)를 함락시킬 때, 그곳의 많은 백성들을 학살하였다.
528년, 상주(相州) 전투에서 이주영은 7천명의 군사를 이끌고 후경을 전열에 세운 다음, 친정하였다. 갈영은 이주영을 가볍게 여기고 업성에서 북쪽을 향해 좌우로 수십 리의 대형을 펼쳐 병력을 분산시켰다. 이주영은 산골짜기에 군대를 매복시킨 후, 각 소대로 나누어 공격하게 하니 갈제군이 당황했으며, 이주영은 갈제군의 보급을 차단시켜 진을 펼치고 갈제군을 격파하였다. 
갈제군은 북위 중기병의 공격으로 앞뒤를 관통당했고, 진형이 붕괴되어 이주영의 침입을 허용하였다. 이후 갈영은 포로로 붙잡혀 낙양으로 끌려가 참수당했고, 수십만 명의 갈제군은 이주영에게 항복하여 이주영군에 편입되었다. 이후에도 갈영의 부하 한루(韓樓)가 유주(幽州)에서 항쟁하였으나 후연(侯淵)에게 패배, 처형당하여 갈제는 완전히 멸망하였다.